# 26 Pułk Piechoty (II RP)
26 Pułk Piechoty (26 pp) – oddział piechoty Wojska Polskiego II RP.

## Formowanie i zmiany organizacyjne
7 listopada 1918 roku w Piotrkowie pułkownik Jan Rządkowski przystąpił do formowania Piotrkowskiego Okręgowego Pułku Piechoty. Następnego dnia wydany został pierwszy rozkaz pułkowy, w którym ustalono skład i nazwę pułku oraz obsadę stanowisk oficerskich. 
20 listopada w skład pułku, jako II batalion, włączony został 500 osobowy oddział złożony z członków V Okręgu Polskiej Organizacji Wojskowej pod dowództwem kapitana Leopolda Endel-Ragis.
W maju 1919 roku pułk został włączony w skład XIII Brygady Piechoty należącej do 7 Dywizji Piechoty.
W grudniu 1919 batalion zapasowy pułku stacjonował w Noworadomsku.
| Obsada personalna pułku w 1920           | Obsada personalna pułku w 1920 |
| Stanowisko                               | Stopień, imię i nazwisko       |
| ---------------------------------------- | ------------------------------ |
| Dowódca pułku                            | mjr Ryszard Waniczek           |
| Adiutant                                 | por. Wacław Pietkiewicz        |
| Oficer broni                             | ppor. Ryszard Raube            |
| Lekarz                                   | kpt. lek. Mieczysław Kościński |
| Dowódca taboru pułku                     | por. Stefan Bincer             |
| Dowódca I batalionu                      | kpt. Marian Sołodkowski        |
| Lekarz                                   | kpt. lek. Mieczysław Kościński |
| Oficer prowiantowy                       | urz. wojsk. X r. Tadeusz Hoppe |
| Dowódca 1 kompanii                       | N.N.                           |
| Dowódca 2 kompanii                       | por. Ludwik Czyżewski          |
| Dowódca plutonu                          | ppor. Antoni Bajko             |
| Dowódca 3 kompanii                       | ppor. Emil Róhrich             |
| Dowódca 4 kompanii                       | N.N.                           |
| Dowódca 1 kompanii km                    | por. Mieczysław Więckowski     |
| Dowódca II batalionu                     | mjr Stanisław Szumski          |
| Adiutant                                 | ppor. Antoni Szerenkowski      |
| Lekarz                                   | por. lek. Jakub Nuss           |
| Oficer rachunkowy                        | ppor. Karol Pustowka           |
| Dowódca 5 kompanii                       | por. Platon Macedoński         |
| Dowódca 6 kompanii                       | por. Henryk Ostrowski          |
| Dowódca 7 kompanii                       | por. Jan Pigułowski            |
| Dowódca 8 kompanii                       | N.N.                           |
| Dowódca 2 kompanii km                    | por. Rafał Sołtan              |
| Dowódca III batalionu                    | mjr Leopold Endel Ragis        |
| Dowódca III batalionu                    | por. Tadeusz Pikulski          |
| Adiutant                                 | ppor. Emanuel Szwalbendorf     |
| Oficer kasowy                            | pchor. Jan Kwiczała            |
| Lekarz                                   | ppor. san. Marian Otrębski     |
| Dowódca 9 kompanii                       | ppor. Dominik Szymański        |
| Dowódca 10 kompanii                      | N.N.                           |
| Dowódca 11 kompanii                      | ppor. Jan Mazurkiewicz         |
| Dowódca 12 kompanii                      | ppor. Wincenty Mackiewicz      |
| Dowódca 3 kompanii km                    | N.N.                           |
| Dowódca kompanii technicznej             | por. Aleksander Rozencweig     |
| Oficer sanitarny (przydział nieustalony) | pchor. san. Edward Bokser      |

## Pułk w walce o granice

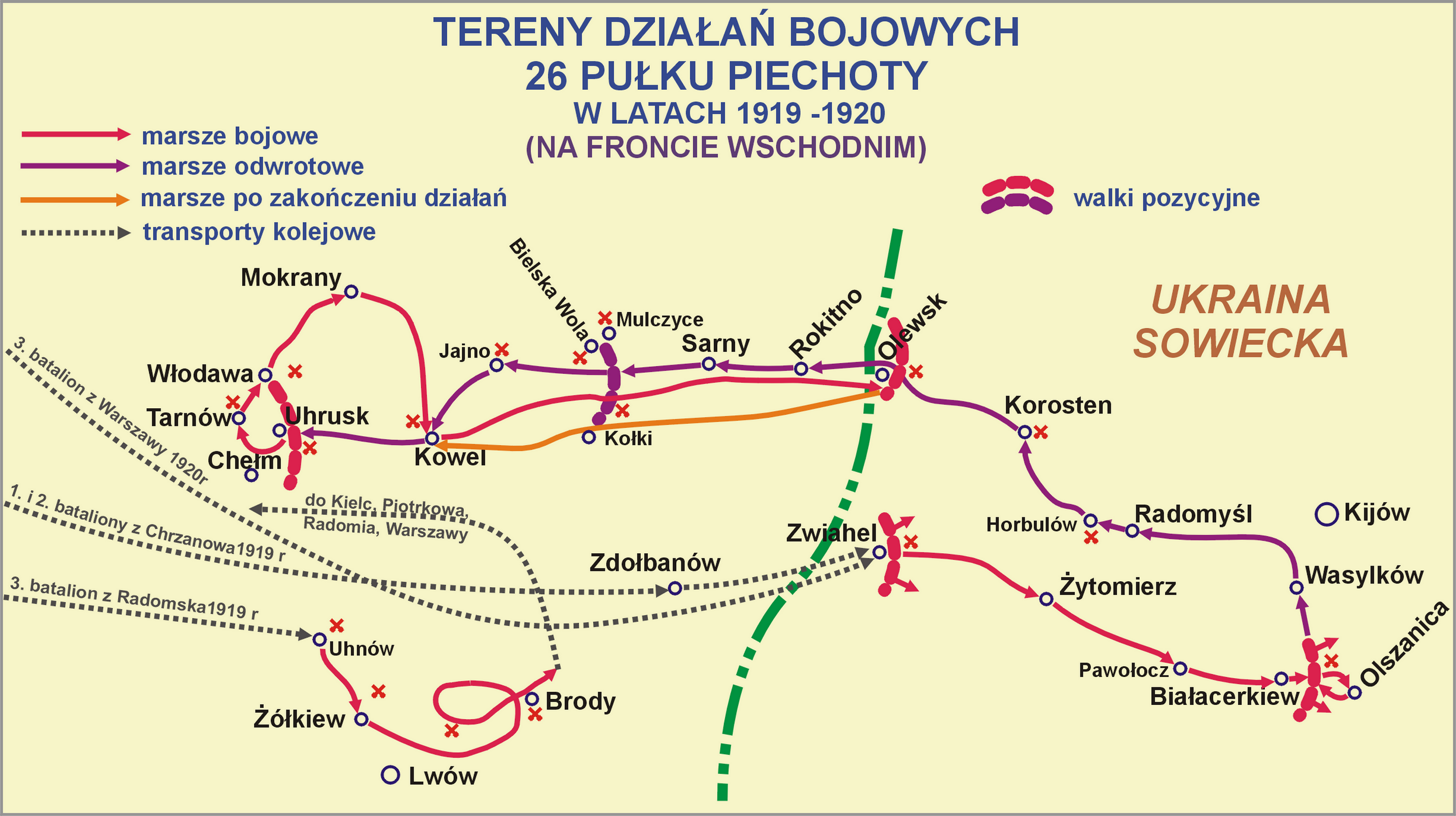

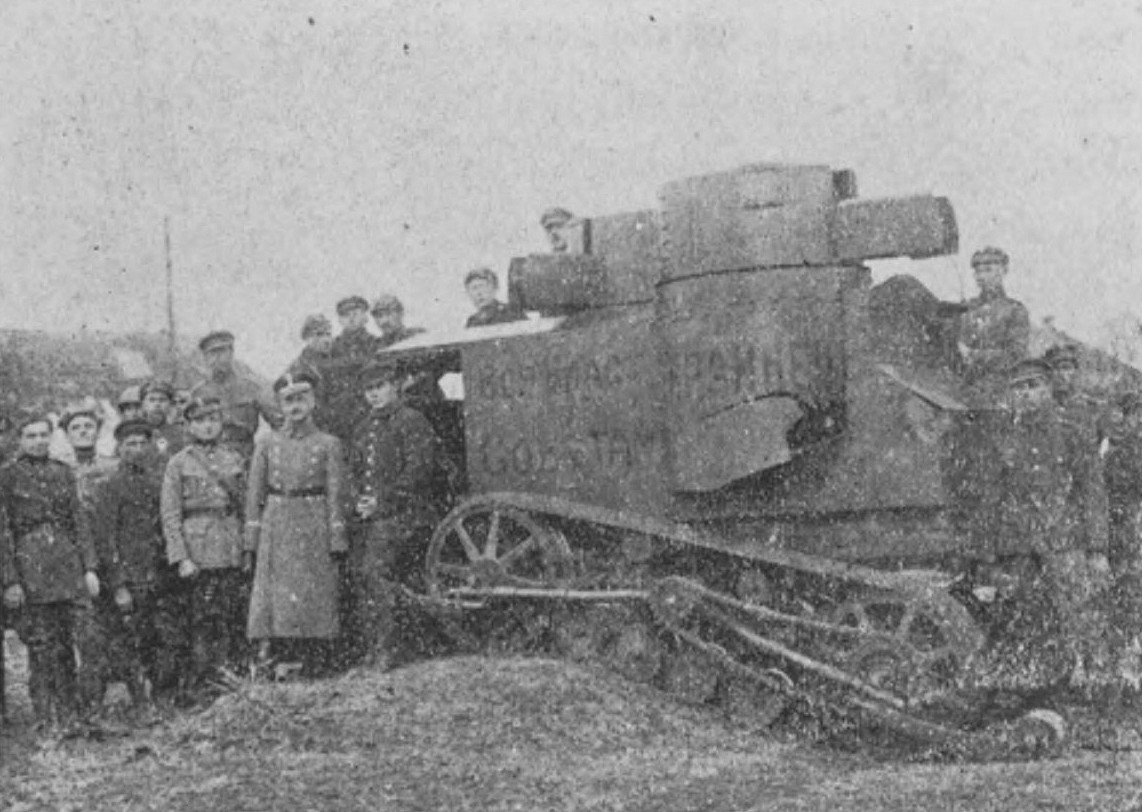
26 pułk piechoty - zdobyty czołg bolszewicki w 1920

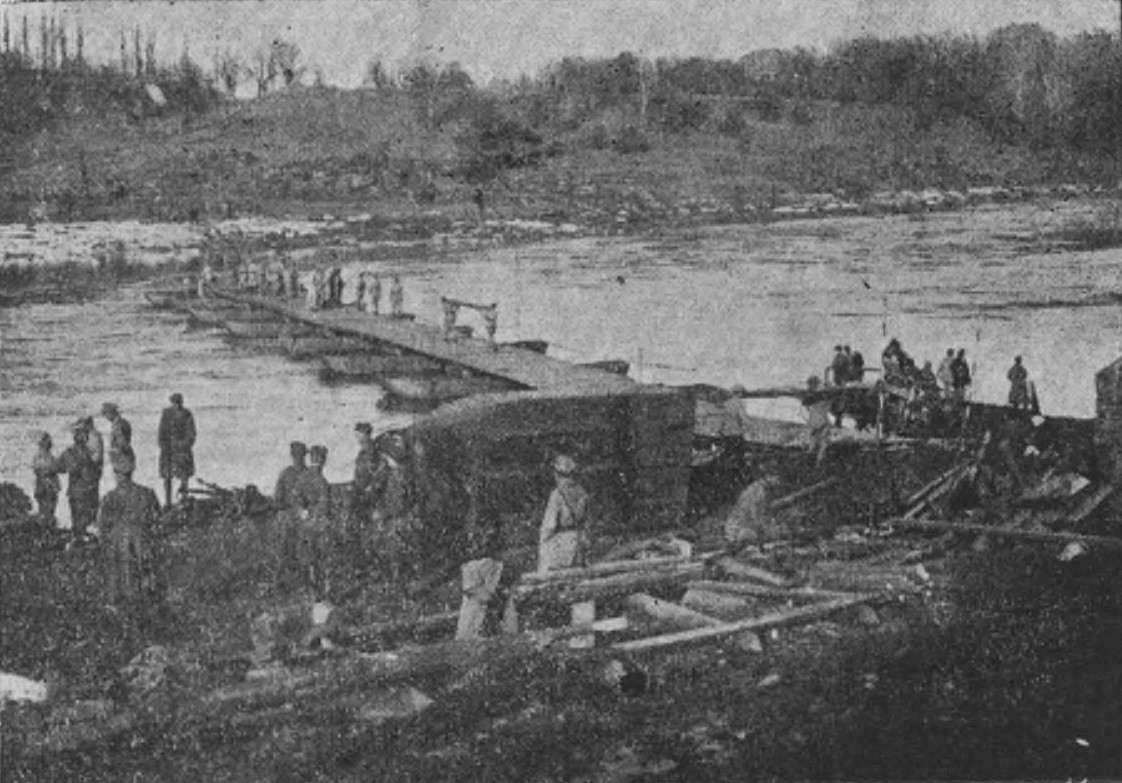
26 pułk piechoty - budowa mostu na Słuczy w 1920

W czerwcu 1919 jego III batalion wchodził w skład Grupy generała Henryka Minkiewicza (Grupa operacyjna „Bug”).
Na początku 1920 26 pułk piechoty przybył ze Śląska na Wołyń, zluzował pododdziały 48 pułku piechoty i objął odcinek obrony „Kościuszko”. II batalion kpt. Wiktora Eichlera obsadził przyczółek mostowy w Zwiahlu. Obronę przyczółka zorganizowano systemem placówek i punktów oporu. Placówki otoczone były zasiekami z drutu kolczastego i wspierały się wzajemnie ogniem. Stanowiska obronne obsadzały rotacyjnie dwie kompanie, a trzecia stanowiła odwód. Obronę wzmocniły dwa samochody pancerne „Dziadek” i „Wnuk”. Wsparcie artyleryjskie zapewniały stojące na zachodnim brzegu Słuczy bateria lekka i bateria ciężka. Punkt obserwacyjny dowódcy batalionu znajdował się na wieży zrujnowanego pałacu.
W drugiej dekadzie marca zauważono symptomy przygotowywania się Sowietów do działań ofensywnych. Przed frontem grupowały się oddziały 44. i 45 Dywizji Strzelców oraz 98 pułku kawalerii. Dowództwo polskiej 13 Dywizji Piechoty gen. Jana Romera wzmocniło obsadę przyczółka nowo przybyłą na front kompanią marszową 27 pułku piechoty.  
19 marca sowieckie oddziały 58 Dywizji Strzelców podjęły próbę sforsowania Słuczy pod Hulskiem i Iwaszkówką. Atak odparły 5/26 pp oraz pułkowa 4 kompania ciężkich karabinów maszynowych. Ponowny atak nastąpił w nocy z 20 na 21 marca. Forsowanie połączone z uderzeniem na styku 43. i 26 pułków piechoty zostało odparte kontratakiem odwodów 13 Dywizji Piechoty. Jednakże główne uderzenie nieprzyjaciel wyprowadził na przyczółek mostowy pod Zwiahlem. Na tym kierunku uderzyły cztery pułki strzelców, 3 międzynarodowy pułk Armii Czerwonej i 98 pułk kawalerii. Walki wspierały cztery baterie artylerii, dwa samochody pancerne i jeden czołg. 
20 marca wieczorem rozpoczęło się artyleryjskie przygotowanie natarcia. Ostrzał trwał całą noc, a około 8.00 od strony Romanówki i Kropiwny zaatakowała sowiecka piechota. Pierwszy atak został przez Polaków odparty. Kolejny atak, poprzedzony gwałtowną nawałą ogniową czterech baterii artylerii, rozpoczął się około 11.00. Do natarcia ruszyły gęste tyraliery 516., 520. i 521 pułku strzelców, wspierane przez dwa samochody pancerne i uzbrojony w trzy ckm-y czołg „Ukrainiec”. Wzdłuż toru kolejowego na 6 kompanię nacierał spieszony 98 pułk kawalerii. Jadące szosą samochody pancerne wyprzedziły tyraliery, przerwały zasieki z drutu kolczastego i wjechały na stanowiska 7 kompanii. Kompania rozpoczęła odwrót. Obserwatorzy artylerii musieli opuścić swoje punkty obserwacyjne i baterie polskie przerwały ogień. Dowódca polskiego batalionu skierował kompanię 27 pułku piechoty do obsadzenia luki między 6 i 7 kompanią, a dowódca pułku ppłk Hermann wsparł II batalion 7 i 13 kompanią saperów. 13 kompania otrzymała rozkaz obejścia, wspólnie z dwoma plutonami odwodowej 8 kompanii, nieprzyjaciela przez Łubczyce i zaatakowania jego tyłów. 7 kompania saperów z 7 i resztą 8 kompanii piechoty, przy wsparciu samochodów pancernych, ruszyła do kontrataku po obu stronach szosy. Pocisk z działka polskiego samochodu pancernego „Dziadek" przebił pancerz czołgu „Ukrainiec" i Polacy zdobyli go. Po utracie czołgu, zagrożeni oskrzydleniem Sowieci rozpoczęli szybki odwrót. Do 14.00 Polacy odzyskali wszystkie utracone placówki i punkty oporu.
W czerwcu, podczas odwrotu na Ukrainie, w boju pod Horbulowem stoczonym z 4 Dywizją Kawalerii Armii Konnej, pułk zdobył tabory tej dywizji i rozbił baterię artylerii.
Kiedy w ramach polskiej kontrofensywy znad Wieprza 3 Dywizja Piechoty Legionów ruszyła na Brześć, zadanie osłony jej prawego skrzydła otrzymała 7 Dywizja Piechoty. 16 sierpnia jej lewoskrzydłowy 26  pułk piechoty skierował się wzdłuż zachodniego brzegu Bugu na Włodawę. Pod Majdanem rozproszono oddziały 58 Dywizji Strzelców, wzięto do niewoli około 100 jeńców i zdobyto 4 działa. 18 sierpnia pułk zajął Włodawę i tam nawiązał łączność taktyczną z oddziałami grupy gen. Bałachowicza. Dozorując  odcinek Włodawa - Uhrusk, zwalczał wycofujące się na tym kierunku oddziały nieprzyjaciela. 
Aby umożliwić odwrót za Bug oddziałom Armii Czerwonej odciętym na zachód od Włodawy przez postępy polskiej kontrofensywy, sowieckie dowództwo postanowiło odbić miasto. 21 sierpnia na Włodawę uderzyła 117 Brygada Strzelców kombryga  N. Szyszkina. Wspierały ją resztki rozbitej pod Cycowem grupy Dotola. Pierwsze natarcie Polacy odparli ogniem broni maszynowej i strzeleckiej. Podczas drugiego natarcia Sowieci opanowali dworzec kolejowy wypierając z niego oddział gen. Bałachowicza, a następnie uchwycili most kolejowy na Bugu. Dworzec odzyskała kontratakiem 5 kompania 26 pułku piechoty. W trakcie kolejnych walk na tyłach pododdziałów sowieckich pojawił się inny oddział gen. Bałachowicza, wracający z wypadu na Piszczę. Mimo zaskoczenia, czerwonoarmiści stawili twardy opór. W toku zaciętej walki polegli sowieccy dowódcy - Szyszkin i Dotol. Pozbawieni dowództwa czerwonoarmiści wycofywali się w nieładzie. Część uszła za Bug, porzucając tabory i broń ciężką.
Wojnę zakończył we wrześniu zagonem na Kowel, który zdezorganizował obronę rosyjskiej 12 Armii. 
Po zawieszeniu broni pułk osłaniał granicę nad rzeką Uborć. 22 listopada 1920 roku przeszedł do Kowla, w którym pozostał do lata 1921 roku.

### Kawalerowie Virtuti Militari
| Żołnierze pułku odznaczeni Krzyżem Srebrnym Orderu Wojskowego Virtuti Militari | Żołnierze pułku odznaczeni Krzyżem Srebrnym Orderu Wojskowego Virtuti Militari | Żołnierze pułku odznaczeni Krzyżem Srebrnym Orderu Wojskowego Virtuti Militari |
| ------------------------------------------------------------------------------ | ------------------------------------------------------------------------------ | ------------------------------------------------------------------------------ |
| plut. Władysław Bartoszczyk                                                    | plut. Alojzy Berezska (Berezka)                                                | plut. Dominik Boczkowski                                                       |
| mjr Stanisław Borowiec                                                         | pchor. Jonasz Braun                                                            | por. Włodzimierz Brayczewski                                                   |
| sierż. Leon Cieciura                                                           | plut. Józef Czubała                                                            | kpt. Wiktor Eichler                                                            |
| por. Mieczysław Ejmontowicz                                                    | mjr Leopold Endel-Ragis                                                        | st. szer. Artur Fiszer                                                         |
| ppor. Czesław Głuszek                                                          | sierż. Telesfor Jeske                                                          | mjr Kazimierz K.W. Kirkin                                                      |
| pchor. Kazimierz Kowalski                                                      | sierż. Marian Kozłowski nr 1438                                                | pchor. Jan Kwiczała                                                            |
| por. Bronisław Łoziński                                                        | ppor. Jan Mazurkiewicz nr 1927                                                 | por. Stanisław Mrowicz                                                         |
| por. Henryk Marian Ostrowski                                                   | st. szer. Stefan Parys                                                         | szer. Andrzej Pasek                                                            |
| kpr. Stefan Pawlik                                                             | sierż. Franciszek Rybak                                                        | plut. Józef Rzepiński                                                          |
| st. sierż. Michał Ścigała                                                      | sierż. August Skoczylas                                                        | kpt. Marian Sołodkowski                                                        |
| kpt. Rafał Sołtan                                                              | kpr. Marcin Stefański                                                          | szer. Bronisław Sztejn                                                         |
| sierż. Marian Stępień                                                          | szer. Jan Szewczyk                                                             | mjr Ryszard Waniczek                                                           |
| szer. Wacław Weber                                                             | por. Michał Węda                                                               | plut. Jan Zieliński                                                            |

## Pułk w okresie pokoju

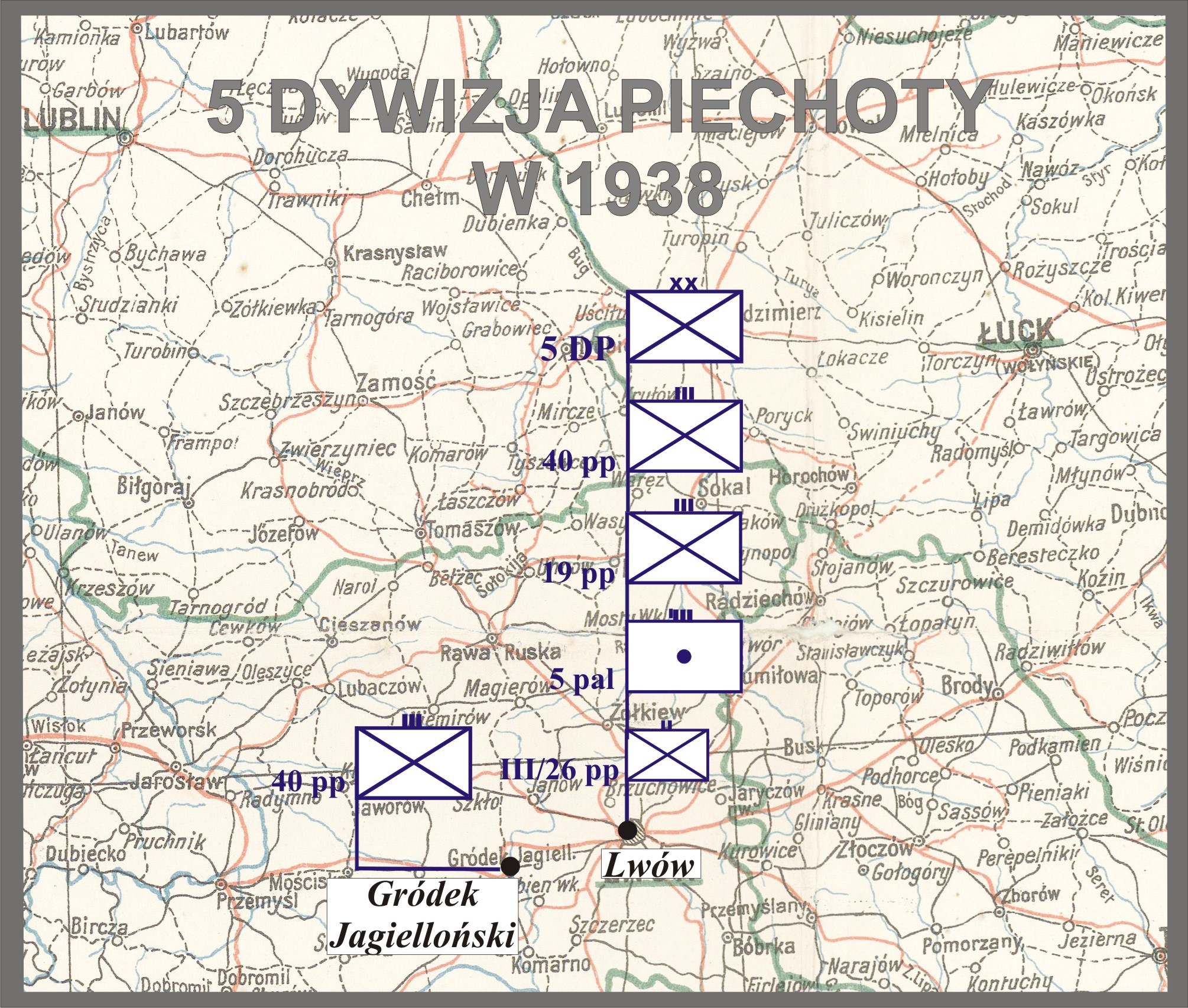
5 DP w 1938

Jesienią 1921 roku pułk został wyłączony ze składu 7 DP i podporządkowany dowódcy 5 Dywizji Piechoty. Na przełomie października i listopada 1921 roku pułk został przeniesiony do Lwowa, a jego II batalion do Mostów Wielkich.
W 1923 roku pułk (dowództwo, I i III baon, Kadra Batalionu Zapasowego) stacjonował we Lwowie z wyjątkiem II batalionu, który był detaszowany w Kamionce Strumiłowej. W 1927 roku II baon został przeniesiony do Lwowa.
19 maja 1927 roku Minister Spraw Wojskowych marszałek Polski Józef Piłsudski ustalił i zatwierdził dzień 17 września, jako datę święta pułkowego. Pułk obchodził swoje święto w rocznicę wręczenia chorągwi, w 1922 roku.
Na podstawie rozkazu wykonawczego Ministerstwa Spraw Wojskowych do Departamentu Piechoty o wprowadzeniu organizacji piechoty na stopie pokojowej PS 10-50 z 1930 roku, w Wojsku Polskim wprowadzono trzy typy pułków piechoty. 26 pułk piechoty zaliczony został do typu I pułków piechoty (tzw. „normalnych”). W każdym roku otrzymywał około 610 rekrutów. Stan osobowy pułku wynosił 56 oficerów oraz 1500 podoficerów i szeregowców. W okresie zimowym posiadał batalion starszego rocznika, batalion szkolny i skadrowany, w okresie letnim zaś batalion starszego rocznika i dwa bataliony poborowych. Po wprowadzeniu w 1930 nowej organizacji piechoty na stopie pokojowej, pułk szkolił rekrutów dla potrzeb batalionu  Korpusu Ochrony Pogranicza.
W 1934 roku pułk został przeniesiony do Gródka Jagiellońskiego z wyjątkiem III baonu, który jako pododdział detaszowany pozostał we Lwowie do 1939 roku.
Rozkazem B. Og. Org. MSWojsk. L. 2271/Tjn. Org. z 10 lipca 1934 I wiceminister spraw wojskowych zaliczył III/26 pp we Lwowie z dniem 15 października 1934 do batalionów wydzielonych typ I (P.S. 10–50, skład osobowy nr 8-a).
| Obsada personalna i struktura organizacyjna w marcu 1939  | Obsada personalna i struktura organizacyjna w marcu 1939 |
| Stanowisko                                                | Stopień, imię i nazwisko                                 |
| Dowództwo, kwatermistrzostwo i pododdziały specjalne      | Dowództwo, kwatermistrzostwo i pododdziały specjalne     |
| --------------------------------------------------------- | -------------------------------------------------------- |
| dowódca pułku                                             | ppłk dypl. Franciszek Węgrzyn                            |
| I zastępca dowódcy                                        | ppłk Ludwik Dmyszewicz                                   |
| adiutant                                                  | kpt. Jan Wincenty Maś                                    |
| starszy lekarz                                            | mjr dr Stefan Zdanowski                                  |
| młodszy lekarz                                            | vacat                                                    |
| II zastępca dowódcy (kwatermistrz)                        | mjr Eugeniusz Ślepecki                                   |
| oficer mobilizacyjny                                      | kpt. Michał Rudolf Prokopowicz                           |
| zastępca oficera mobilizacyjnego                          | kpt. adm. (piech.) Piotr Książek                         |
| oficer administracyjno-materiałowy                        | kpt. Lucjusz Saturnin Miedziejewski                      |
| oficer gospodarczy                                        | kpt. int. Edward Watzke                                  |
| oficer żywnościowy                                        | por. Stanisław Jan Barg                                  |
| oficer taborowy                                           | kpt. tab. Stanisław Kostka Roefler                       |
| kapelmistrz                                               | ppor. rez. pdsc. Jan Kuczkowski                          |
| dowódca plutonu łączności                                 | kpt. Józef Kalasanty Janiszewski                         |
| dowódca plutonu pionierów                                 | por. Stanisław Adolf Vogl                                |
| dowódca plutonu artylerii piechoty                        | por. Wiktor Dominik Maziarz                              |
| dowódca plutonu ppanc.                                    | por. Stanisław Sugier                                    |
| dowódca oddziału zwiadu                                   | ppor. Zygmunt Butkiewicz                                 |
| I batalion                                                |                                                          |
| dowódca batalionu                                         | mjr Kazimierz Kirkin                                     |
| dowódca 1 kompanii                                        | kpt. Karol Tymula                                        |
| dowódca plutonu                                           | por. Antoni Kulik                                        |
| dowódca 2 kompanii                                        | por. Władysław Tadeusz Frydrych                          |
| dowódca plutonu                                           | ppor. Władysław Gosztyła                                 |
| dowódca 3 kompanii                                        | kpt. Mieczysław Edward Fiedler                           |
| dowódca plutonu                                           | ppor. Władysław Józef Galus                              |
| dowódca 1 kompanii km                                     | por. Józef Mazur                                         |
| dowódca plutonu                                           | ppor. Hilary Cerajewski                                  |
| II batalion                                               |                                                          |
| dowódca batalionu                                         | mjr Karol Ludwik Filip Wick                              |
| dowódca 4 kompanii                                        | por. Józef Chudecki                                      |
| dowódca plutonu                                           | ppor. Stanisław Marian Proszek                           |
| dowódca 5 kompanii                                        | kpt. Władysław Karol Przybyłowicz                        |
| dowódca plutonu                                           | ppor. Kazimierz Władysław Machowski                      |
| dowódca 6 kompanii                                        | p.o. por. Józef Mieczysław Janowski                      |
| dowódca plutonu                                           | ppor. Marian Bajan                                       |
| dowódca 2 kompanii km                                     | por. Bogumił Andrzej Wrona                               |
| dowódca plutonu                                           | ppor. Wacław Wilkojć                                     |
| III batalion                                              |                                                          |
| dowódca batalionu                                         | ppłk Stanisław Brzeziński                                |
| adiutant batalionu                                        | kpt. adm. (piech.) Stanisław Polinkiewicz                |
| pomocnik dowódcy batalionu ds. gosp.                      | kpt. Maksymilian II Rutkowski                            |
| lekarz batalionu                                          | ppor. lek. Antoni Straburzyński                          |
| dowódca 7 kompanii                                        | por. Stanisław Maciejak                                  |
| dowódca plutonu                                           | chor. Franciszek Grabowski                               |
| dowódca 8 kompanii                                        | kpt. Artur Seweryn Mazurek                               |
| dowódca plutonu                                           | ppor. Adam Maria Weber                                   |
| dowódca 9 kompanii                                        | por. Klemens Kot                                         |
| dowódca plutonu                                           | ppor. Eustachy Zygmunt Kłoś                              |
| dowódca 3 kompanii km                                     | kpt. Zygmunt Balkowski                                   |
| dowódca plutonu                                           | por. Mieczysław Karol Wydra                              |
| dowódca plutonu                                           | ppor. Władysław Zalewski                                 |
| na kursie                                                 | por. Zygmunt Wojciech Stepek                             |
| odkomenderowany                                           | por. Julian Wilhelm Eilmes                               |
| 26 obwód przysposobienia wojskowego „Gródek Jagielloński” |                                                          |
| kmdt obwodowy PW                                          | mjr Józef Walenty Smagowicz                              |
| kmdt powiatowy PW Lwów                                    | kpt. adm. (piech.) Teodor Antonowicz(*)                  |
| kmdt powiatowy PW Gródek Jagielloński                     | ppor. kontr. piech. Bolesław Kohman                      |
| kmdt powiatowy PW Bóbrka                                  | kpt. kontr. piech. Edmund Wolszlegier(*)                 |
| kmdt powiatowy PW Jaworów                                 | kpt. adm. (piech.) Stanisław Jankowski(*)                |

## 26 pp w kampanii wrześniowej

### Mobilizacja
26 pp był jednostką administracyjną i mobilizującą. Mobilizację alarmową rozpoczął zmobilizowaniem w dniu 27 sierpnia 1939 w garnizonie Lwów przez III batalion w ramach grupy brązowej w czasie G20+30 kompanii km plot. typ B nr 62 i w grupie żółtej w czasie A+24 kompanii asystencyjnej nr 61. W ramach I rzutu mobilizacji powszechnej w terminie od 3 do 4 dnia mobilizacji zmobilizowano w garnizonie Gródek Jagielloński 26 pp na etatach wojennych, a w garnizonie Lwów jego III batalion piechoty. Dodatkowo w ramach I rzutu mobilizacji powszechnej w Gródku Jagiellońskim w 5 i 6 dniu zmobilizowano:
- samodzielna kompania km i br. tow. nr 61,
- kolumna taborowa nr 601,
- kolumna taborowa nr 602,
- kolumna taborowa nr 603.

W 7 dniu mobilizacji miał zostać zmobilizowany:
- batalion marszowy 26 pp,
- uzupełnienie marszowe sk km i br. tow. nr 61[32].

Od 31 sierpnia do 1 września pułk przeprowadził mobilizację swoich i przydzielonych pododdziałów. 2 września żołnierze złożyli przysięgę. Do godz. 4.45 3 września I batalion załadował się do transportu kolejowego. Transport z dowództwem pułku i pododdziałami pułkowymi wyjechał z Gródka 3 września o godz. 16.45. II batalion z Gródka odjechał ok. godz. 21.00. Również 3 września ze Lwowa transportem kolejowym odjechał III batalion. Macierzysta 5 Dywizja Piechoty zgodnie z planem „Z” miała wejść w skład odwodu Armii „Pomorze”. Miejscem koncentracji dywizji były okolice Włocławka, gdzie przebywało już zgrupowanie 19 pułku piechoty. Ze względu na załamanie się obrony Armii „Modlin” 5 DP miała się wyładować z transportów kolejowych na północ od Warszawy i obsadzić linię Narwi.   

### Działania bojowe

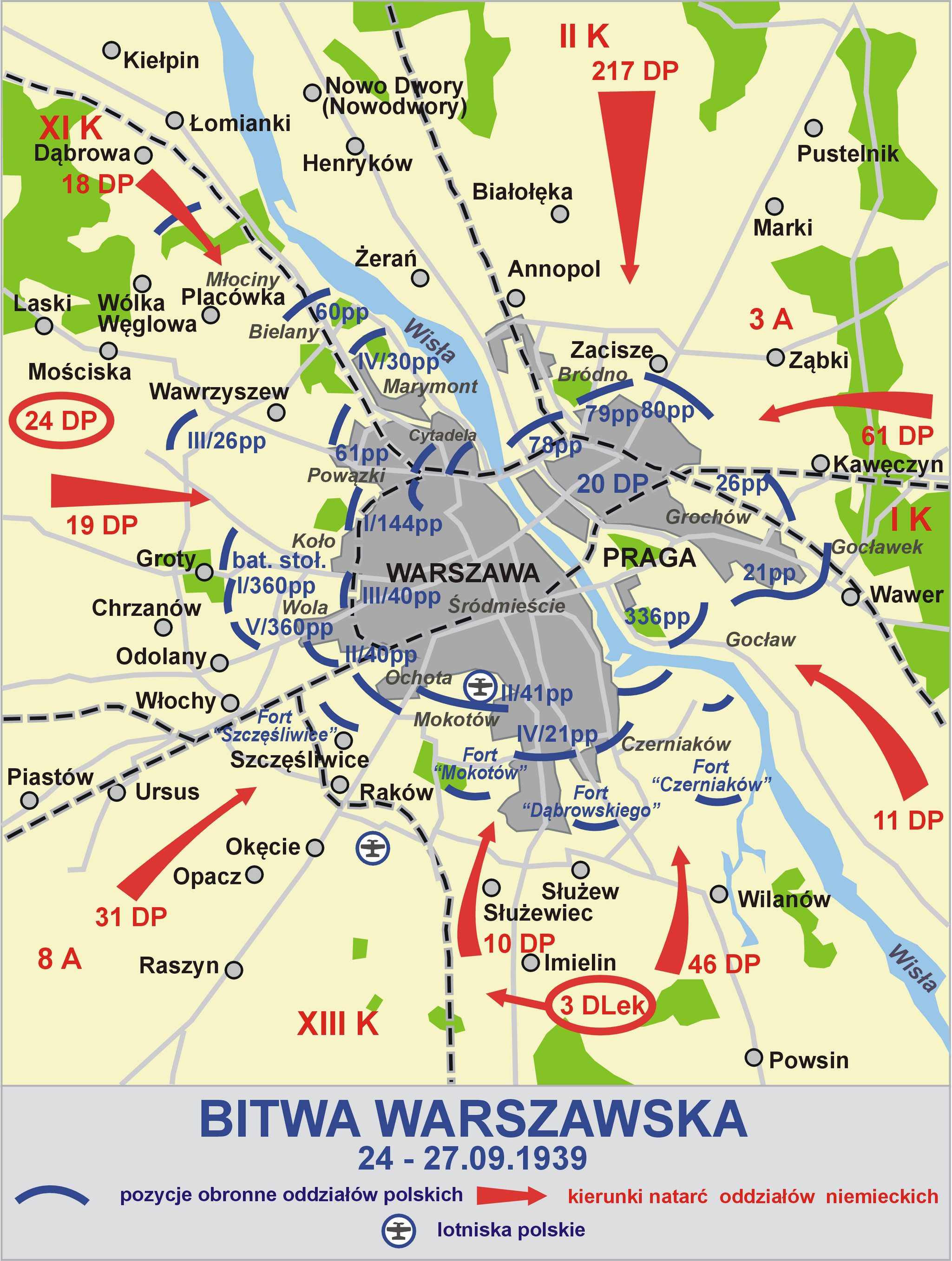

W kampanii wrześniowej 1939 roku 26 pp, walczył w składzie macierzystej 5 Dywizji Piechoty w obronie Warszawy.

#### Działania i walki 26 pp w rejonie Warszawy

##### I batalion 26 pp
I batalion 26 pp przejechał przez Lwów, Krasne, Dubno, Zdołbunów, Kowel, Brześć n/Bugiem, Czeremcha, Siedlce, Warszawę, Jabłonnę, Legionowo do Zegrza, gdzie w nocy 6/7 września został wyładowany. Został podporządkowany dowódcy Warszawskiej Brygady Obrony Narodowej płk. dypl. Józefowi Sas-Hoszowskiemu, który organizował obronę linii Narwi od Zegrza do Dębego. I/26 pp miał bronić Zegrza od strony północnej na przedmościu. Do 9 września rano batalion nie nawiązał styczności bojowej. W nocy 8/9 września batalion przeszedł na południowy brzeg Narwi, a rano 9 września most został wysadzony. W nocy 9 września do Dębego skierowano 3 kompanię strzelecką. Następnie rano batalion przeszedł do Marek, a potem do Strugi i przeszedł do dyspozycji dowódcy 20 Dywizji Piechoty. Od 10 września batalion powrócił do Marek, gdzie przystąpił do organizacji obrony miasta. Wieczorem 12 września batalion I/26 pp na rozkaz dowódcy 20 DP odmaszerował do Warszawy.

##### Dowództwo 26 pp i pododdziały pułkowe
5 września do Modlina tą samą trasą przyjechał transport z dowództwem pułku i większością pododdziałów pozabatalionowych, po wyładowaniu zajęły stanowiska na zachodnim odcinku twierdzy. Nazajutrz zostały wycofane do Nowego Dworu Mazowieckiego i wraz z innymi pododdziałami stanowiły odwód dowódcy 5 DP gen. bryg. Juliusza Zulaufa. Następnie dowództwo i pododdziały pułkowe zostały wyznaczone do obrony linii: Okunin-las Boża Wola w kierunku Jabłonny. Wieczorem 10 września przeszły do Nieporętu, Marek, skąd następnie osiągnęły rejon Białołęki. 13 września przybyły do Warszawy na Pragę.

##### II batalion 26 pp
II batalion wraz z plutonem artylerii piechoty 26 pp i kompanią przeciwpancerną 26 pp, 6 września rano został rozładowany na towarowym Dworcu Wschodnim w Warszawie. Następnie rozkazem Dowódcy Obrony Warszawy gen. bryg. Waleriana Czumy został skierowany w rejon Żerania. Skąd z uwagi na zagrożenie przyczółka mostowego i przeprawy w Świdrach Małych został skierowany do jego wsparcia. Rejon Świdrów Małych osiągnął 7 września po południu. 8 września od rana II batalion zajął stanowiska obronne w rejonie częściowo uszkodzonego mostu, po wschodniej stronie Wisły. 5 kompanię strzelecką wzmocnioną plutonem ckm i plutonem ppanc. wysunięto w kierunku południowym. Patrolowano Wisłę w kierunku Warszawy i prowadzono rozpoznanie w kierunku Piaseczna. Około południa most i okolice były silnie bombardowane przez lotnictwo niemieckie. Na rozkaz płk. dypl. Eugeniusza Żongołłowicza do Karczewa przesunięto wzmocnioną 5 kompanię. Jednocześnie z przybywających rozbitków sformowano 7 kompanię strzelecką pod dowództwem ppor. rez. Stanisława Świrko, a w nocy 7/8 września sformowano następną kompanię pod dowództwem por. Bronisława Augustyna, która odeszła pod bezpośrednie dowództwo płk. Eugeniusza Żongołłowicza. Wieczorem 8 września do Wisły naprzeciw Karczewa podeszły oddziały niemieckiej 1 Dywizji Pancernej. Po ostrzelaniu Karczewa przez artylerię niemiecką, Wisłę o godz. 2.00 9 września usiłował przekroczyć niemiecki desant na 10 łodziach gumowych. Został odparty w ogniu broni strzeleckiej wzmocnionej 5 kompanii. 9 września po południu Wisłę po moście w Świdrach Małych próbował przekroczyć pododdział niemieckiego 2 batalionu strzelców z 1 DPanc. Został on odparty ogniem broni strzeleckiej 6 kompanii strzeleckiej i ostrzałem armat plutonu artylerii piechoty 26 pp. 10 września pod Brzuminem i Wólką Dworską oddziały niemieckiej 1 DPanc. utworzyły przyczółek, przełamując obronę oddziałów kawalerii z Ośrodka Zapasowego Pomorskiej Brygady Kawalerii i Ośrodka Zapasowego Mazowieckiej Brygady Kawalerii. Oddziały niemieckie poszerzyły przyczółek zajmując Otwock. 10 września o godz. 4.50 most w Świdrach Małych został wysadzony, pomimo tego oddziały niemieckie podjęły próbę forsowania przeprawy, ostatecznie most spalono. II batalion wziął udział w natarciu na Otwock celem otwarcia drogi do Warszawy. Do kontrataku na Karczew i Otwock przystąpiły 5 i 7 kompanie strzeleckie, które wsparły szwadrony 1 pułku kawalerii KOP. Zdobyto Otwock Mały, dalsze natarcie nie odniosło powodzenia. W trakcie zaciętych walk batalion poniósł straty osobowe, wśród poległych był kpt. Władysław Przybyłowicz. Również 11 i 12 września II batalion z plutonem artylerii i kompanią ppanc. 26 pp toczył walki w rejonie Otwocka, ponosząc dalsze starty. Wieczorem otrzymał rozkaz odwrotu do lasów rembertowskich, skąd 13 września został skierowany do Warszawy na Pragę do sektora „Utrata”. 

#### Bój w obronie Warszawy

##### III batalion 26 pp
Batalion przyjechał na stację towarową Dworca Warszawa-Wschodnia 7 września wieczorem, był bombardowany na dworcu. Podporządkowany został Dowództwu Obrony Warszawy, nocą 7/8 września przemieszczony został na pododcinek północny Żoliborz pod dowództwem ppłk. dypl. Waleriana Tewzadze, obsadził Plac Inwalidów. W nocy 9/10 września wykonał wypad z Placu Narutowicza, plutonem strzelców pod dowództwem dowódcy 9 kompanii strzelców z Ochoty na Rakowiec. Podczas wypadu na przedpole Ochoty i Mokotowa na oddziały niemieckiej 4 DPanc. ciężko rannych zostało 2 strzelców i por. Feliks Szawłowski. Do własnych linii powrócił ppor. Wincenty Furman i 21 strzelców, spośród 60 biorących udział w wypadzie. 13 września o godz. 15.55 w wyniku niemieckiego nalotu na Żoliborz, zginął ppor. Józef Krzysztofek. 
W nocy 15/16 września III/26 pp przeszedł z odwodu dowódcy pododcinka do I rzutu obrony obsadził Osiedle Łączności Babice (ob. Boernerowo) i rozpoczął rozpoznanie przedpola patrolami. Po południu oddziały niemieckie zajęły kompleks koszarowy na południe od osiedla. Kontratakiem III batalionu i batalionu stołecznego niemiecki oddział po kilku godzinach ciężkiej walki został wyparty z kompleksu koszar. Od 17 września III batalion ponownie zajął obronę w Osiedlu Łączności Babice. 19 września o godz. 7.00 dokonał wypadu jedną kompanią strzelecką na Janów. 20 września artyleria niemiecka z okolic Klaudyna dokonała ostrzału pozycji batalionu, tego dnia patrole batalionu opanowały wieś Gać leżącą na przedpolu Fortu nr II Wawrzyszew. Od 21 września od dowódcy Odcinka Warszawa-Zachód płk. dypl. Mariana Porwita otrzymał rozkaz samodzielnej obrony ośrodka oporu Babice Batalion ten „był przeznaczony na stracenie”. Miał walczyć do końca, aby opóźnić uderzenie wroga na pozycję główną. 23 września o godz. 4.30 rejon obrony batalionu był ostrzeliwany przez artylerię niemiecką. 24 września od godz. 17.00 teren osiedla i batalion znalazły się pod ostrzałem ciężkiej artylerii niemieckiej kierowanej z samolotu, dodatkowo były bombardowane przez niemieckie samoloty. 25 września od godz. 8.00 rejon obrony był intensywnie bombardowany przez lotnictwo niemieckie, jednocześnie od godz. 12.30 niemieckie patrole rozpoznawały obronę. W wyniku wymiany ognia poległ 1 żołnierz, a 2 było rannych. O godz. 16.00 niemiecka piechota uderzyła na obronę III/26 pp, ostrzał batalionu załamał niemieckie natarcie. 26 września batalionowy rejon obrony III/26 pp był ostrzeliwany przez artylerię niemiecką i bombardowany. 27 września rano pozycje batalionu zaatakowały oddziały niemieckiej 19 DP, w ciężkich walkach pomimo kontrataków przez odwodową 9 kompanię batalion wyczerpał swoją amunicję i siły. Nastąpiła kapitulacja całkowicie otoczonego batalionu. W walce poległo wielu żołnierzy, wśród nich por. Feliks Szawłowski. Wielu odniosło rany wśród nich por. Zdzisław Korabiowski, ppor. Adam Weber i por. Stanisław Maciejak.

##### Walki w obronie Pragi

###### Dowództwo 26 pp, pododdziały pułkowe i I batalion 26 pp
13 września na Pragę wycofała się grupa gen. bryg. Juliusza Zulaufa. Dowódca 5 DP objął dowództwo obrony Odcinka Warszawa-Wschód „Praga”. Podporządkowano mu dwa pododcinki Północny i Południowo-Wschodni. Tym ostatnim dowodził płk dypl. Ludwik de Laveaux, a od 16 września płk Eugeniusz Żongołłowicz dowódca 44 Dywizji Piechoty rez. Jemu podlegał sektor "Utrata", dowodzony przez dowódcę 26 pp - ppłk. Franciszka Węgrzyna. 26 pułk piechoty został skoncentrowany (bez III batalionu) w tym sektorze. Miejscem postoju dowódcy sektora był gmach poczty przy ul Brukowej 28. Pierwszy rzut obrony przebiegał przez Utratę i skrzyżowanie torów przy ul. Podskarbińskiej. Granicami sektora były od południa ul. Nieświeska i Siarczana od północy ul. Łochowska. W I rzucie obronę organizował batalion kombinowany mjr. Wacława Kuczajowskiego, II rzut obrony stanowił I batalion 26 pp wraz z kompanią 1 pułku piechoty „Obrony Pragi” wzmocnione plutonem ppanc. W odwodzie sektora pozostały pluton pionierów i kompania zwiadu 26 pp i III batalion 205 pułku piechoty i 1 kompania 61 batalionu saperów, wsparcie artyleryjskie bezpośrednie zapewniła 1 bateria 78 dywizjonu artylerii lekkiej. II batalion 26 pp wraz z plutonem artylerii piechoty 26 pp zostały przydzielone jako odwód dowódcy sektora „Saska Kępa” ppłk. Stefana Kotowskiego dowódcy 336 pułku piechoty (2 pułku piechoty „Obrony Pragi”). 14 września oddziały niemieckiej 3 Armii podeszły pod pozycje obronne Pragi i nawiązały styczność ogniową. Oddział niemiecki dokonał wypadu na Dworzec Wschodni będący w sektorze „Grochów” bronionego przez zgrupowanie 21 pp. Kontratak w nocy 14/15 września I/26 pp doprowadził do odbicia całego terenu dworca. Tego dnia poległ ppor. Mieczysław Szajner. Z rozkazu płk. Eugeniusza Żongołłowicza 16 września po południu ppłk dypl. Franciszek Węgrzyn miał zorganizować natarcie jednym batalionem z rejonu ul. Zabranieckiej i Utraty na Witolin. Wsparcia ogniowego miał udzielić 21 pułk piechoty. O godz. 15.00 I batalion 26 pp podjął natarcie. Pierwszorzutowa 1 kompania strzeleckiej i pluton 2 kompanii strzeleckiej wdarły się do zabudowań Grochowa, pozostała część 2 kompanii zalega na otwartym odcinku przy torze kolejowym. Niemieckie kontrataki i silny ostrzał artylerii zatrzymał natarcie batalionu, do wieczora był uwikłany w walki. Batalion powrócił na podstawy wyjściowe. Obie pierwszorzutowe kompanie utraciły ok. 20% stanu. Doszło do korekty sektorów obrony od 17 września sektor "Utrata" zgrupowania 26 pp obejmował frontem: nasyp kolejowy przy młynie, Dworzec Wschodni z ugrupowaniem w głąb, aż do skrzyżowania ul. Radzymińskiej i Kawęczyńskiej, granicą lewą był pierwsza ulica równoległa do ul. Kawęczyńskiej, prawą Dworzec Wschodni. Pozycja czat Od Utraty do skrzyżowania torów. Na linii czat wysunięty był batalion kombinowany mjr. Kuczajowskiego, na pozycji głównej obrony I batalion 26 pp wzmocniony kompanią ON z batalionu mjr. Kuczajowskiego. Odwodem sektora był III batalion 205 pp w rejonie ul. Kawęczyńskiej. Wsparcie artyleryjskie zapewniały 1/78 dal i bateria 5 pułku artylerii lekkiej. Przez następne dni bataliony i pododdziały pułkowe 26 pp poprawiały umocnienia, toczyły potyczki z patrolami niemieckimi, a także dokonywały wypadów na pozycje niemieckich oddziałów blokujących miasto. Jedna z kompanii dokonała nocnego wypadku na osadę Kozie Górki na przedpolu pozycji "Utrata".  

###### II batalion 26 pp
W nocy 15/16 września II batalion 26 pp dokonał wypadu z rejonu stacji pomp przy skrzyżowaniu ul. Grochowskiej i Al. Waszyngtona wzdłuż szosy ul. Grochowskiej w kierunku Wawra. Natarcie prowadziły 4 i 5 kompanie. 4 kompania uzyskała sukces wypierając piechotę niemiecką 1 km od pozycji wyjściowych, 5 kompania zaległa pod silnym ostrzałem, wprowadzona do walki 6 kompania nie była w stanie przełamać niemieckiego oporu. II batalion walczył do godz. 10.00 16 września wziął do niewoli niemiecką załogę budynku przy Al. Waszyngtona w sile 1 oficera i ok. 100 szeregowych. Po godz. 10.00 batalion wycofał się na stanowiska wyjściowe. Poległo kilkunastu żołnierzy wśród nich ppor. Wiktor Czajkowski, rannych zostało ok. 70 żołnierzy wśród nich ciężko ppor. Stanisław Proszek. II batalion 26 pp po wypadzie w nocy 15/16 września przeszedł do odwodu dowódcy sektora „Saska Kępa”. W nocy 18/19 września w godz. 22.00-1.00 II batalion wraz z innymi pododdziałami dokonał wypadu z Saskiej Kępy w kierunku Wału Gocławskiego i Wału Miedzeszyńskiego. Po dojściu na odległość 300 m od wału wypad załamał się w ogniu artylerii i broni piechoty, batalion powrócił na Saską Kępę i potem na kwatery przy ul. Targowej. Poległo kilkunastu żołnierzy, w tym ppor. Józef Buczman.  
W trakcie walk w Warszawie i jej pobliskich miejscowościach cały 26 pp utracił poległych 17 oficerów, oprócz wcześniej wymienionych oraz por. Władysława Frydrycha, ppor. Jerzego Dziunikowskiego oraz 430 szeregowych. Rannych zostało ok. 20 oficerów i ok. 220 szeregowych. Pułk walczył do kapitulacji stolicy, 28 września złożył broń, część ukrył lub zniszczył w następnych dniach poszedł do niewoli. 

### Oddział Zbierania Nadwyżek 26 pp i batalion marszowy 26 pp
Po odjeździe 26 pp do rejonu Warszawy 3 września 1939, do OZN 26 pp stawiło się ok. 2000 żołnierzy rezerwy, w tym ok. 60 oficerów. Spośród tych żołnierzy zmobilizowano zgodnie z planem batalion marszowy 26 pp. Reszta OZN 26 pp odeszła z Gródka Jagiellońskiego do Lwowa, gdzie weszła w skład Ośrodka Zapasowego 5 Dywizji Piechoty. Dołączyły we Lwowie nadwyżki mobilizacyjne III batalionu 26 pp. Pokojowy I zastępca dowódcy 26 pp ppłk Ludwik Dmyszewicz został wyznaczony przez dowódcę Okręgu Korpusu nr VI we Lwowie gen. bryg. Władysława Langnera na dowódcę obrony linii rzeki Wereszycy. Oddział nadwyżek 26 pp wraz z batalionem marszowym do Lwowa odprowadził mjr Eugeniusz Ślepecki, który objął dowództwo batalionu marszowego 26 pp i został podporządkowany pod Dowództwo Obrony Lwowa. Reszta OZN 26 pp, która weszła w skład OZ 5 DP w miarę wyposażania i uzbrajania miała wystawić batalion marszowy drugiej serii dla 26 pp. W skład Zgrupowania ppłk. Ludwika Dmyszewicza weszły dwa gotowe bataliony marszowe 19 pp i 40 pułku piechoty. Zgrupowanie to, rano 12 września stoczyło walkę z grupą bojową ze składu niemieckiej 1 Dywizji Górskiej w składzie 98 pułku strzelców górskich i II dywizjonu 79 pułku artylerii górskiej pod dowództwem płk. Ferdynanda Schörnera, doraźnie zmotoryzowaną. Pod Rudkami i Lubieniem Wielkim grupa bojowa stoczyła walkę z batalionami ppłk. Ludwika Dmyszewicza i podjęła dalszy rajd w kierunku Lwowa. Reszta OZN 26 pp, która weszła w skład OZ 5 DP w miarę pozyskiwania wyposażania i uzbrojenia miała wystawić batalion marszowy drugiej serii dla 26 pp. Sformowano w OZ 5 DP w oparciu o nadwyżki 26 pp batalion piechoty 26 pp OZ 5 DP nazywany II batalionem marszowym 26 pp (lub I batalionem improwizowanym 26 pp) pod dowództwem kpt. Rudolfa Prokopowicza. Po południu 13 września z uwagi na utratę pozycji na wzg. 374 Kortumowej Górze skierowano do kontrataku, kończący formowanie batalion piechoty 26 pp z OZ 5 DP pod dowództwem kpt. Rudolfa Prokopowicza. Kontratak załamał się w ogniu niemieckiej artylerii i broni maszynowej. Batalion poniósł straty. Zastąpiony został przez przybyły do Lwowa I batalion 206 pułku piechoty. Po nieudanym natarciu batalion został przekazany pod dowództwo mjr Eugeniusza Ślepeckiego dowódcy sektora wschodniego, gdzie zajął stanowiska, przygotowywał obronę i wykonywał prace przy umocnieniach. W OZ 5 DP z nadwyżek 26 pp zorganizowano do 18 września II batalion piechoty 26 pp OZ 5 DP pod dowództwem kpt. Bolesława Grubi w składzie 2 kompanii strzeleckich, kompanii ckm, plutonu łączności o stanie 28 oficerów, 14 podoficerów i 558 szeregowych, uzbrojonych z bronią zespołową w postaci 5 rkm i 11 ckm. Batalion ten miał przydział do sektora wschodniego. 

#### Batalion marszowy 26 pp
Batalion marszowy 26 pp 9 września wszedł w skład zgrupowania pod dowództwem płk. Bolesława Fijałkowskiego podległego Dowództwu Grupy Obrony Lwowa. Batalion marszowy 26 pp, 11 września zajął newralgiczne punkty obrony w zachodnim sektorze Dowództwa Grupy Obrony Lwowa. Z batalionu marszowego 26 pp wydzielono po jednym plutonie strzeleckim i jednym plutonie ckm do obsady punktów oporu przy ul. Kulparowskiej, Gródeckiej i Janowskiej. Na wzg. 374 Kortumowa Góra wysłano jako obsadę dwa plutony strzeleckie i pluton ckm. O świcie 12 września 3 kompania bm 26 pp pod dowództwem ppor. rez. Antoniego Chmury obsadziła i zamknęła rogatki Janowską i Gródeckiej. Na rogatce Janowskiej organizowały obronę II i III plutony 3 kompanii, a na rogatce Gródeckiej I pluton z plutonem armat z baterii marszowej 5 pal. Plutony strzeleckie rozpoczęły ze wsparciem ludności cywilnej budowę barykad zamykających ulice. Batalion marszowy 26 pp i batalion marszowy 48 pułku piechoty były jedynymi zorganizowanymi oddziałami piechoty w tym czasie DOL. 12 września o godz. 14.00 od strony Zimnej Wody do Lwowa wjechała zmotoryzowana czołówka grupy płk. Ferdynanda Schörnera z 1 DG. Zatrzymana w walce przez 3 kompanię bm 26 pp i pluton baterii marszowej 5 pal. W walce tej do godz. 21.00 niemieckie czołówki zostały odparte z miasta przy udziale pododdziału batalionu marszowego 48 pp. Straty 3 kompanii to ok. 30 żołnierzy poległych i rannych. 13 września 3 kompania bm 26 pp weszła w skład sektora zachodniego pod dowództwem ppłk. Henryka Jankowskiego, na wzg. 374 Kortumową Górę skierowano jeden z plutonów 3 kompanii celem wzmocnienia obrony kompanii bm 26 pp. 13 września o godz. 10.15 po silnym ostrzale artyleryjskim wzg.374 zaatakowały oddziały 98 psg, które wyparły z niej wzmocnioną kompanię bm 26 pp, która poniosła znaczne straty. Po południu mjr Eugeniusz Ślepecki został wyznaczony na dowódcę sektora wschodniego. 15 września batalion marszowy został ściągnięty z placówek rozsianych po całym mieście do obrony sektora wschodniego. 18 września bm 26 pp w sektorze wschodnim stoczył walkę z 7 czołgami niemieckimi, które po walce odjechały w kierunku na Zboiska i Dublany. 19 września  obsada odcinka wschodniego na Łyczakowie od godz. 2.30 weszła w kontakt ogniowy z sowieckim oddziałem pancerno-motorowym, który atakował barykady bronione przez bataliony wywodzące się z 26 pp. 20 września doszło do ponownych walk z oddziałami sowieckimi, pomimo wstępnych rozmów pomiędzy stronami. 22 września zgodnie z umową o przekazaniu Lwowa Armii Czerwonej po godz. 14.00 przez pozycje batalionów 26 pp wkroczyły do Lwowa oddziały sowieckie. Tym samym zakończyły się walki o Lwów.   
Obsada dowódcza batalionu marszowego 26 pp
- dowódca batalionu - mjr Eugeniusz Ślepecki (do 13 IX 1939), kpt. Rudolf Prokopowicz

- dowódca 1 kompanii - NN
- dowódca 2 kompanii - NN
- dowódca 3 kompanii - ppor. rez. Antoni Jan Chmura
  - dowódca I plutonu - pchor. Susoł
  - dowódca II plutonu - ppor. rez. Antoni Jan Sobolewski
  - dowódca III plutonu - ppor. rez. Bohdan Cwetsch
- dowódca kompanii ckm - NN

| Struktura organizacyjna i obsada personalna we wrześniu 1939 | Struktura organizacyjna i obsada personalna we wrześniu 1939 | Struktura organizacyjna i obsada personalna we wrześniu 1939 |
| Stanowisko                                                   | Stopień, imię i nazwisko                                     | Uwagi                                                        |
| Dowództwo                                                    | Dowództwo                                                    |                                                              |
| ------------------------------------------------------------ | ------------------------------------------------------------ | ------------------------------------------------------------ |
| dowódca pułku                                                | ppłk dypl. Franciszek Węgrzyn                                |                                                              |
| I adiutant                                                   | kpt. Jan Wincenty Maś                                        |                                                              |
| II adiutant                                                  | por. Mieczysław Karol Wydra                                  |                                                              |
| oficer informacyjny                                          | ppor. rez. Józef Franciszek Patyk                            |                                                              |
| oficer łączności                                             | ppor. rez. Roman Kasendziak                                  |                                                              |
| kwatermistrz                                                 | kpt. Lucjusz Saturnin Mierzejewski                           |                                                              |
| oficer płatnik                                               | NN                                                           |                                                              |
| oficer żywnościowy                                           | kpt. Jan Chmiel                                              |                                                              |
| naczelny lekarz                                              | mjr dr Stefan Zdanowski                                      |                                                              |
| kapelan                                                      | NN                                                           |                                                              |
| dowódca kompanii gospodarczej                                | por. Stanisław Jan Barg                                      |                                                              |
| I batalion                                                   |                                                              |                                                              |
| dowódca I batalionu                                          | mjr Kazimierz Kirkin                                         |                                                              |
| adiutant I batalionu                                         | ppor. rez. Franciszek Leśków                                 |                                                              |
| dowódca plutonu łączności                                    | ppor. rez. Kazimierz Weiss                                   |                                                              |
| dowódca 1 kompanii strzeleckiej                              | kpt. Karol Tymuła                                            |                                                              |
| dowódca III plutonu                                          | ppor. rez. Jerzy Baworowski                                  |                                                              |
| dowódca 2 kompanii strzeleckiej                              | por. Władysław Tadeusz Frydrych                              | †16 IX 1939 Warszawa                                         |
| dowódca I plutonu                                            | NN                                                           |                                                              |
| dowódca 3 kompanii strzeleckiej                              | kpt. Mieczysław Edward Fiedler                               |                                                              |
| dowódca I plutonu                                            | ppor. Mieczysław Szajner                                     | †15 IX 1939 Warszawa                                         |
| dowódca plutonu                                              | pchor. / ppor. piech. Ludosław Berezowski                    | niewola niemiecka                                            |
| dowódca 1 kompanii ckm                                       | por. Józef Mazur                                             |                                                              |
| dowódca I plutonu                                            | por. rez. Marian Józef Kapuściński                           |                                                              |
| dowódca II plutonu                                           | ppor. Tadeusz Rasiewicz                                      |                                                              |
| dowódca III plutonu                                          | ppor. rez. Jan Smyrski                                       |                                                              |
| dowódca IV plutonu (taczanki)                                | ppor. rez. Wiśniowski                                        |                                                              |
| II batalion                                                  |                                                              |                                                              |
| dowódca II batalionu                                         | mjr Karol Ludwik Filip Wick                                  |                                                              |
| adiutant II batalionu                                        | ppor. Wacław Wiłkojć                                         |                                                              |
| dowódca plutonu łączności                                    | ppor. rez. Stanisław Leszczuk                                |                                                              |
| dowódca 4 kompanii strzeleckiej                              | ppor. Stanisław Marian Proszek                               | ciężko ranny 16 IX 1939                                      |
| dowódca 4 kompanii strzeleckiej                              | por. rez. Zbigniew Baryka-Ostrowski                          | od 16 IX 1939                                                |
| dowódca I plutonu                                            | por. rez. Zbigniew Baryka-Ostrowski                          | od 16 IX 1939 dowódca 4 kompanii                             |
| dowódca 5 kompanii strzeleckiej                              | kpt. Władysław Karol Przybyłowicz                            | †10 IX 1939 Karczew                                          |
| dowódca 5 kompanii strzeleckiej                              | ppor. Kazimierz Władysław Machowski                          |                                                              |
| dowódca I plutonu                                            | ppor. Emil Firlit                                            |                                                              |
| dowódca II plutonu                                           | ppor. rez. Michał Nowakowski                                 |                                                              |
| dowódca III plutonu                                          | ppor. Leon Szpala                                            |                                                              |
| dowódca 6 kompanii strzeleckiej                              | por. rez. Roman Flis                                         |                                                              |
| dowódca 2 kompanii ckm                                       | por. Bogumił Andrzej Wrona                                   |                                                              |
| dowódca I plutonu                                            | ppor. rez. Wiktor Czajkowski                                 | †16 IX 1939 Warszawa                                         |
| dowódca II plutonu                                           | ppor. rez. Kazimierz Szczawiński                             |                                                              |
| dowódca 7 kompanii strzeleckiej                              | ppor. rez. Stanisław Świrko                                  |                                                              |
| dowódca I plutonu                                            | plut. pchor. ?                                               |                                                              |
| dowódca II plutonu                                           | ppor. rez. Sobkiewicz?                                       |                                                              |
| dowódca III plutonu                                          | ppor. rez. Markus                                            |                                                              |
| III batalion                                                 |                                                              |                                                              |
| dowódca III batalionu                                        | mjr Jacek Decowski                                           |                                                              |
| adiutant III batalionu                                       | por. rez. Tadeusz Sęp-Vogelsang                              |                                                              |
| dowódca plutonu łączności                                    | ppor. Romuald Skrobek                                        |                                                              |
| dowódca 7 kompanii strzeleckiej                              | por. Stanisław Maciejak                                      |                                                              |
| dowódca I plutonu                                            | ppor. Roman Galeta                                           |                                                              |
| dowódca II plutonu                                           | ppor. rez. Józef Krzysztofka                                 |                                                              |
| dowódca III plutonu                                          | chor. Franciszek Grabowiecki                                 |                                                              |
| dowódca 8 kompanii strzeleckiej                              | por. Jerzy Laskownicki                                       |                                                              |
| dowódca I plutonu                                            | ppor. Adam Maria Weber                                       |                                                              |
| dowódca II plutonu                                           | ppor. rez. Tomasz Witold Sienkiewicz                         |                                                              |
| dowódca III plutonu                                          | ppor. rez. Stanisław Alojzy Adamski                          |                                                              |
| dowódca 9 kompanii strzeleckiej                              | por. Feliks Henryk Szawłowski                                | do 10 IX 1939                                                |
| dowódca I plutonu                                            | ppor. rez. Wincenty Wojciech Furman                          |                                                              |
| dowódca II plutonu                                           | por. rez. Zdzisław Korabiowski                               |                                                              |
| dowódca III plutonu                                          | ppor. Rajmund Nowak                                          |                                                              |
| dowódca 3 kompanii cekaemów                                  | kpt. Zygmunt Balkowski                                       |                                                              |
| dowódca I plutonu                                            | ppor. rez. Efraim Murmelstein                                |                                                              |
| Pododdziały specjalne                                        |                                                              |                                                              |
| dowódca kompanii zwiadowczej                                 | ppor. Zygmunt Butkiewicz                                     |                                                              |
| dowódca plutonu konnego                                      | ppor. rez. kaw. Stefan Rodziński                             |                                                              |
| dowódca plutonu kolarzy                                      | ppor. rez. Stefan Jan Bieńko                                 |                                                              |
| dowódca kompanii przeciwpancernej                            | por. Stanisław Sugier                                        |                                                              |
| dowódca I plutonu                                            | ppor. rez. Józef Buczman                                     | †18 IX 1939 Warszawa                                         |
| dowódca II plutonu                                           | ppor. Stefan Rędziński                                       |                                                              |
| dowódca III plutonu                                          | NN                                                           |                                                              |
| dowódca plutonu artylerii piechoty                           | ppor. art. Jerzy Apoloniusz Dziunikowski                     | †24 IX 1939 Warszawa                                         |
| dowódca plutonu pionierów                                    | por. Stanisław Adolf Vogl                                    |                                                              |
| dowódca plutonu przeciwgazowego                              | ppor. rez. Zygmunt Niezgoda                                  |                                                              |
| dowódca plutonu łączności                                    | NN                                                           |                                                              |

## Symbole pułkowe

### Sztandar
17 września 1922 we Lwowie pułk otrzymał chorągiew ufundowaną przez społeczeństwo powiatów: radomskiego, koneckiego i włoszczowskiego. W nocy z 26 na 27 września 1939 roku sztandar został zakopany w ogrodzie Domu Arcybiskupów Warszawskich przy ulicy Miodowej w Warszawie. Sztandar został zakopany pod nadzorem kapitana Jana Chmiela. Wymieniony oficer w 1945 roku, po powrocie z niewoli, nie odnalazł sztandaru w miejscu jego ukrycia. Przypuszczalnie miejsce ukrycia sztandaru zostało ujawnione Niemcom przez jednego z żołnierzy pułku.

### Odznaka pamiątkowa
14 lipca 1928 roku Minister Spraw Wojskowych marszałek Polski Józef Piłsudski zatwierdził wzór i regulamin odznaki pamiątkowej 26 pułku piechoty. Odznaka o wymiarach 35x35 mm ma kształt krzyża maltańskiego, którego ramiona emaliowane są w kolorze żółtym z granatową obwódką i złotą krawędzią. Na krzyż nałożona jest okrągła tarcza ze srebrnym herbem Piotrkowa, okolona wieńcem z liści dębowych na którym wpisano numer i inicjały „26 PP” oraz nazwy pól bitewnych „ZWIAHEL GORBYLEWO TARNÓW KOWEL”. Odznaka oficerska - jednoczęściowa, wykonana w tombaku, emaliowana. Wykonawcą odznaki był Wiktor Gontarczyk z Warszawy.

## Żołnierze pułku
Dowódcy pułku
- płk piech. Jan Rządkowski (8 XI 1918 – 12 I 1919[70])
- ppłk / płk piech. Emanuel Robert Hermann (13 I 1919[71] – 20 VII 1920[70])
- mjr / płk piech. Ryszard Waniczek (3 VIII 1920[70] – 21 III 1928 → członek OTO)
- ppłk / płk piech. Bolesław Pytel (26 IV 1928[72] – 1933)
- ppłk dypl. piech. Orest Dżułyński (28 VI 1933 – III 1936[73] → Sztab Główny)
- ppłk / płk dypl. piech. Tadeusz Münnich (6 IV 1936 − 14 XI 1938 →  oficer do zleceń Generalnego Inspektora Sił Zbrojnych)
- ppłk dypl. piech. Franciszek Węgrzyn (I – 29 IX 1939 → niewola niemiecka)

Zastępcy dowódcy pułku
- mjr piech. Roman Dunin (p.o. 10 VII 1922 – 1923)
- ppłk piech. dr Zygmunt Hołobut (1923[75])
- ppłk piech. Stanisław Szumski (1924 – 22 V 1925 → dowódca I/85 pp)
- ppłk piech. dr Zygmunt Hołobut (do VII 1925[76] → zastępca dowódcy 30 pp)
- ppłk SG Jan Ignacy Zakrzewski (VII 1925[76] – V 1927)
- ppłk piech. Stanisław Szumski (5 V[77] – 31 X 1927 → referent bezpieczeństwa i dyscypliny Komendy Miasta Przemyśl[78])
- ppłk piech. Adam Sikorski (26 IV 1928[79] – 23 XII 1929 → zastępca dowódcy 48 pp)
- ppłk dypl. piech. Kazimierz Dziurzyński (23 XII 1929 – 18 VI 1930 → szef sztabu DOK X)
- ppłk piech. Jan Michnowicz (18 VI 1930[80] – 23 X 1931 → KOP[81])
- ppłk dypl. piech. Orest Dżułyński (23 X 1931[82] – 28 VI 1933 → dowódca 26 pp)
- ppłk dypl. piech. Jan Kazimierz Ciastoń (od 28 VI 1933[83] – 17 I 1936 → dowódca 31 pp)
- ppłk piech. Ludwik Dmyszewicz (1939)

### Żołnierze 26 pułku piechoty – ofiary zbrodni katyńskiej
Biogramy ofiar zbrodni katyńskiej znajdują się między innymi w bazach udostępnionych przez Ministerstwo Kultury i Dziedzictwa Narodowego oraz Muzeum Katyńskie
| Nazwisko i imię             | stopień              | zawód                | miejsce pracy przed mobilizacją  | zamordowany |                          |
| --------------------------- | -------------------- | -------------------- | -------------------------------- | ----------- | ------------------------ |
| Dulębowski Adam             | ppor. rez.           | mgr historii         | inspektor szkolny we Lwowie      | Katyń       |                          |
| Frola Franciszek            | ppor. rez.           | urzędnik             | samorząd w Brodach               | Katyń       |                          |
| Hordyński Zbigniew          | ppor. rez.           | nauczyciel           | szkoła w Hucie Pieniackiej       | Katyń       |                          |
| Weingarten Witold           | por. rez.            | prawnik, dr          | adwokat we Lwowie                | Katyń       |                          |
| Abrahamik Franciszek        | ppor. rez.           | urzędnik             |                                  | Charków     |                          |
| Atlass Zdzisław             | ppor. rez.           | prawnik, mgr         |                                  | Charków     |                          |
| Buczko Stanisław            | por. rez.            | nauczyciel           | szkoła w Sokalu                  | Charków     |                          |
| Chudecki Józef              | porucznik            | żołnierz zawodowy    |                                  | Charków     |                          |
| Dworzyński Tadeusz          | ppor. rez.           |                      | Straż Więzienna                  | Charków     |                          |
| Gajl Stanisław              | ppor. rez.           |                      |                                  | Charków     |                          |
| Galus Władysław             | podporucznik         | żołnierz zawodowy    | dowódca plutonu 3/26 pp          | Charków     |                          |
| Janiszewski Józef Kalasanty | kpt. piech.          | żonierz zawodowy     | dowódca plutonu łączności 26 pp  | Charków     |                          |
| Kassik Antoni               | ppor. rez.           | nauczyciel           | szkoła w Strawczanach            | Charków     |                          |
| Kazimierski Stanisław       | ppor. rez.           | technik ogrodnik     |                                  | Charków     |                          |
| Kisielewicz Antoni          | por. rez.            | geolog               | firma „Pionier” ze Lwowa         | Charków     |                          |
| Klich Karol                 | ppor. rez.           | urzędnik             | Izba Skarbowa w Kielcach         | Charków     |                          |
| Kobel Tadeusz               | ppor. rez.           | inżynier             |                                  | Charków     |                          |
| Kohman Bolesław             | porucznik            | żołnierz zawodowy    | kmdt powiatowy PW Gródek         | Charków     |                          |
| Komarski Józef              | podporucznik rezerwy | prawnik              |                                  | Charków     |                          |
| Kulik Antoni                | porucznik            | żołnierz zawodowy    | dowódca plutonu 1/26 pp          | Charków     |                          |
| Lachowski Jerzy             | por. rez.            | prawnik, dr praw     | Prokuratoria Generalna we Lwowie | Charków     |                          |
| Mrozek Józef                | ppor. rez.           |                      |                                  | Charków     |                          |
| Nycz Józef Mieczysław       | ppor. rez.           | prawnik, mgr         | Izba Skarbowa we Lwowie          | Charków     |                          |
| Olszowski Jan               | ppor. rez.           | inżynier mechanik    |                                  | Charków     |                          |
| Ortyński Jerzy              | ppor. rez.           | prawnik, mgr         | Magistrat m. Lwowa               | Charków     |                          |
| Potym Stanisław             | ppor. rez.           | nauczyciel           | szkoła w Krakowcu                | Charków     |                          |
| Rutkowski Maksymilian II    | kpt. piech.          | oficer służby stałej |                                  | Charków     |                          |
| Zbyszewski Juliusz          | ppor. rez.           | inżynier             |                                  | Charków     |                          |
| Zimmer Alfred Jan           | ppor. rez.           | urzędnik             | Urząd Skarbowy we Lwowie         | Charków     |                          |
| Górski Franciszek           | kpt. rez.            | notariusz            | poseł na Sejm RP                 | Charków     | Ukraińska Lista Katyńska |
| Krejs Józef                 | kpt. rez.            |                      | DOKP Lwów                        |             | Ukraińska Lista Katyńska |
| Łobaza Józef                | ppor. rez.           |                      | Urząd Skarbowy w Gródku          |             | Ukraińska Lista Katyńska |
| Machowski Kazimierz         | ppor. rez.           | urzędnik             |                                  |             | Ukraińska Lista Katyńska |
| Marciniak Stanisław         | ppor. rez.           | nauczyciel           |                                  |             | Ukraińska Lista Katyńska |
| Matzner Włodzimierz         | kpt. rez.            | dr praw              | wicedyrektor BP w Przemyślu      |             | Ukraińska Lista Katyńska |
| Rohatiner Oskar             | kpt. rez.            | prawnik              | ZUS we Lwowie                    |             | Ukraińska Lista Katyńska |

## Upamiętnienie

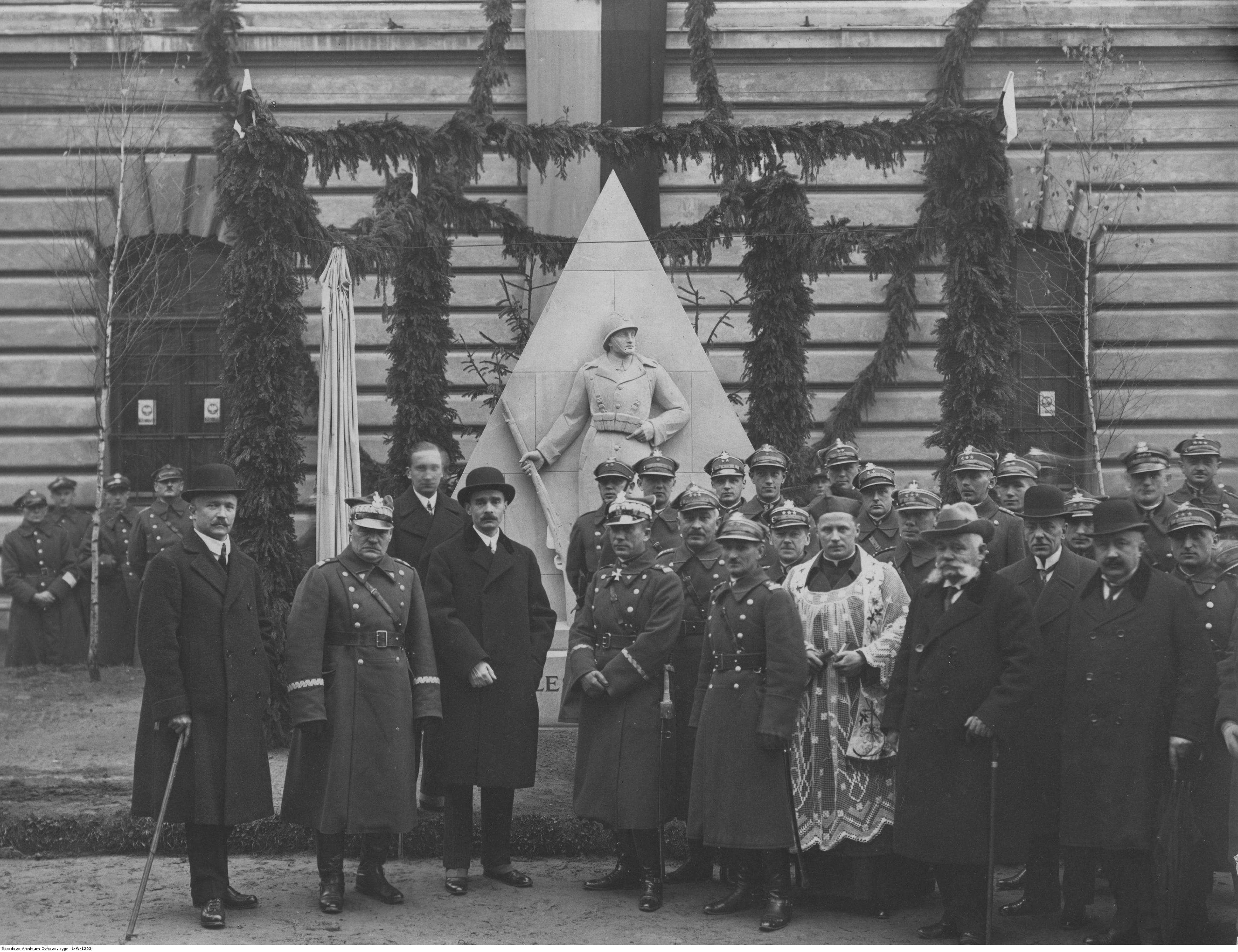
Odsłonięcie pomnika ku czci poległych żołnierzy 26 pp; Lwów 1928